# Appietto
Appietto (en cors Appietu) és un municipi francès, situat a la regió de Còrsega, al departament de Còrsega del Sud. L'any 2006 tenia 1.311 habitants.

## Demografia
| 1962 | 1968 | 1975 | 1982 | 1990 | 1999 | 2006 |
| ---- | ---- | ---- | ---- | ---- | ---- | ---- |
| 316  | 319  | 324  | 623  | 857  | 1149 | 1311 |

## Administració
| Període   | Identitat                 | Partit | Qualitat |
| --------- | ------------------------- | ------ | -------- |
| 2008-2014 | François Faggianelli      |        |          |
| 1983-2008 | Octave Colonna de Cinarca |        |          |
| 1956-1983 | Martin Santini            |        |          |
| ????-1956 | Charles Caparelli         | ???    |          |